# الکشن فارمسیوتیکالز
الکشن فارمسیوتیکالز (انگلیسی: Alexion Pharmaceuticals) شرکت داروسازی آمریکایی است که در سال ۱۹۹۲ میلادی بنیانگذاری شد. دفتر مرکزی این شرکت همکنون در کنتیکت، ایالات متحده آمریکا واقع است.